# Evok
Evok es una compañía colombiana perteneciente al Grupo Nutresa dedicada a la producción de comestibles basados en la sostenibilidad y el uso de productos naturales.

## Historia
Evok nace en 2014 como uno de los emprendimientos ganadores del programa "Out Of The Box", organizado por el Grupo Nutresa el cual buscaba emprendimientos innovadores, es así que la marca es introducida al mercado en el año 2016.
Su portafolio es mayoritariamente Colombiano (95%), Cuenta con 11 tiendas ubicadas en las ciudades de Bogotá, Medellín, Cali, Barranquilla, Cartagena y Bucaramanga; en el año 2021 se abre su primer tienda fuera de Colombia, en la ciudad de Dubai.

### Productos
Dentro de sus productos se encuentran, bebidas de chocolate, chocolates, mieles, infusiones, entre otros.